# 王文诰
王文诰（1764年—？），字纯生，号见大。仁和（今浙江杭州）人。
喜好松樹，故號二松居士。工繪畫。七歲時有人贈父一部《蘇軾詩集》，從此好讀苏诗，未嘗一日去左右，窮其一生注有《苏文忠公诗编注集成》。遊廣東三十年，擔任幕僚。又有《韵山堂诗集》。 